# Софиевка (Ширяевский район)
Софиевка (укр. Софіївка) — село, относится к Ширяевскому району Одесской области Украины.
Население по переписи 2001 года составляло 141 человек. Почтовый индекс — 66864. Телефонный код — 4858. Занимает площадь 0,45 км². Код КОАТУУ — 5125483607.

## Местный совет
66863, Одесская обл., Ширяевский р-н, с. Новоелизаветовка, ул. Чкалова, 51

## История
Еврейская земледельческая колония Лихт (Свет) была включена в черту села Софиевка.